# Balajthy Ferenc
Balajthy Ferenc (Mór, 1946. október 12. –) magyar költő.

## Megjelent kötetei
- 77 vers az állatokról (Gyermekversek) Székesfehérvár, Comenius Tanulmányi Társaság, 1989
- Állati dolgok (Gyermekversek) Székesfehérvár, Mátrix Kft ., 1993
- Űrdiszkó (Gyermekversek) Székesfehérvár, Árgus Kiadó, 1995
- Álmok árnyékában (Versek) Székesfehérvár, Árgus Kiadó, 1996
- Századvégi szex(e)pill(e) (Versek) Budapest, Biró Family Kft ., 1998
- Aranykapu (gyermekversek) Székesfehérvár, Árgus Kiadó, 1999
- Csillagrabló (111 szonett) Székesfehérvár, Kodolányi János Főiskola – Árgus Kiadó, 2000
- Zsebpiszok (Gyermekversek) Székesfehérvár, Árgus Kiadó – Vörösmarty Társaság, 2001
- Hol nem volt bújocska (Versek gyerekeknek) Székesfehérvár, Árgus Kiadó-Vörösmarty Társaság, 2002
- Árnyék és glória (Új versek)Székesfehérvár, Vörösmarty Társaság, 2004
- Kutyasétáltatás (Válogatott versek gyerekeknek) Székesfehérvár, Vörösmarty Társaság, 2005
- Írás a panelfalon (Válogatott és új versek) Zalaegerszeg, Pannon Tükör Könyvek, 2006
- Papírcsákó (Válogatott versek gyerekeknek) Székesfehérvár, Vörösmarty Társaság, 2008
- Vergődés zöldágra (Új versek) Székesfehérvár, Vörösmarty Társaság, 2010
- Szappanbuborék (Válogatott és új versek gyerekeknek és gyermek lelkületű felnőtteknek) Székesfehérvár, Vörösmarty Társaság, 2012
- Aranyozott parancsikon (Versek) Székesfehérvár, Vörösmarty Társaság, 2014
- Parázs az avarban. Hetven éves költőink antológiája. Balajthy Ferenc, Bobory Zoltán, Pálfalvi András válogatott versei; vál. László Zsolt; Vörösmarty Társaság, Székesfehérvár, 2016
- Kettőskereszt. Új versek és néhány régi kedvenc; Vörösmarty Társaság, Székesfehérvár, 2017